# 国際連合安全保障理事会決議1189
国際連合安全保障理事会決議1189（こくさいれんごうあんぜんほしょうりじかいけつぎ1189 英: United Nations Security Council Resolution 1189）は、1998年8月13日に国際連合安全保障理事会において全会一致で採択された決議。国際連合安全保障理事会は同年8月7日にケニアのナイロビとタンザニアのダルエスサラームで発生した爆弾テロ事件に対して深い憂慮を示すとともに、今回のテロ行為を強い表現で非難し、世界各国にテロ行為を防止するための措置を強化するように呼びかけた。

## 事件背景
1998年8月7日、東アフリカの主要都市であるタンザニアのダルエスサラームとケニアのナイロビにあるアメリカ大使館に向かってほぼ同時にトラックが突っ込んだ後に爆発炎上し、数百人の死亡が確認された。イスラム聖戦機構の地元工作員による関連が指摘されている今回の事件において、国際テロ組織「アルカーイダ」の創始者であるウサーマ・ビン・ラーディンと幹部のアイマン・ザワーヒリーに対する注目が高まり、米国連邦捜査局（FBI）がウサーマ・ビン・ラーディンを最重要指名手配犯リストに追加することになった。

## 決議
国際関係に多大なる損害を与えたナイロビとダルエスサラームのアメリカ大使館爆破事件に衝撃を受けた国際連合安全保障理事会は、テロ行為の抑止こそが国際平和と安全を守るために必要不可欠な事項であると確信した。その上で、国際連合加盟国は他国における組織のテロ行為を奨励したり、テロ行為に参加させることを極力控えるべきであると言明した。さらにテロ行為を防止かつ撲滅させるための更なる対策を強化するとともに、国家間の国際協力の更なる強化も必要であった。
国際連合安全保障理事会はナイロビとダルエスサラームのアメリカ大使館で発生した同時爆破テロ事件を強く非難するとともに、犠牲者の遺族に対して哀悼の意を表した。今回の事件を受けて、世界各国や国際機関はケニア、タンザニア、および米国当局の捜査に協力するとともに、容疑者の逮捕やインフラ再建を促進するように要求した。最後に、世界各国においては国際法に則った更なるテロ行為を防止するための安全保障と協力における措置、およびテロ事件の容疑者逮捕における処罰と訴追のための措置の採用が求められることになった。